# بياروم بيرامي
بياروم بيرامي (الاسم العلمي:Biarum pyrami) هو نوع من النباتات يتبع جنس البياروم من الفصيلة اللوفية.